# Gu Xiulian
Gu Xiulian, född 1936, är en kinesisk politiker. Hon var guvernör i Jiangsu 1983–1989. Hon var Kinas första kvinnliga guvernör. Hon var minister för kemisk industri 1989–1998. 